# Glomping
Glomping is een vrij intensieve begroeting gebruikt door westerse fans van anime-tekenfilms.  Een typische "glomp" bestaat uit een dikke omhelzing waarbij de knuffelaar de ontvanger bespringt en strak vastklemt. Het is niet de bedoeling van de Glomp om iemand pijn te doen. Glomping heeft zich ontwikkeld tot slang woord in een eigen vorm van begroeten bij IRC, chat rooms, en Internet forums.